# Les Plouffe (roman)
 (janvier 2021).
 (janvier 2021).
Si vous disposez d'ouvrages ou d'articles de référence ou si vous connaissez des sites web de qualité traitant du thème abordé ici, merci de compléter l'article en donnant les références utiles à sa vérifiabilité et en les liant à la section « Notes et références ».
 (janvier 2021).
La mise en forme du texte ne suit pas les recommandations de Wikipédia : il faut le « wikifier ».
Les points d'amélioration suivants sont les cas les plus fréquents :
- Les titres sont pré-formatés par le logiciel. Ils ne sont ni en capitales, ni en gras.
- Le texte ne doit pas être écrit en capitales (les noms de famille non plus), ni en gras, ni en italique, ni en « petit »…
- Le gras n'est utilisé que pour surligner le titre de l'article dans l'introduction, une seule fois.
- L'italique est rarement utilisé : mots en langue étrangère, titres d'œuvres, noms de bateaux, etc.
- Les citations ne sont pas en italique mais en corps de texte normal. Elles sont entourées par des guillemets français : « et ».
- Les listes à puces sont à éviter, des paragraphes rédigés étant largement préférés. Les tableaux sont à réserver à la présentation de données structurées (résultats, etc.).
- Les appels de note de bas de page (petits chiffres en exposant, introduits par l'outil «  Source ») sont à placer entre la fin de phrase et le point final[comme ça].
- Les liens internes (vers d'autres articles de Wikipédia) sont à choisir avec parcimonie. Créez des liens vers des articles approfondissant le sujet. Les termes génériques sans rapport avec le sujet sont à éviter, ainsi que les répétitions de liens vers un même terme.
- Les liens externes sont à placer uniquement dans une section « Liens externes », à la fin de l'article. Ces liens sont à choisir avec parcimonie suivant les règles définies. Si un lien sert de source à l'article, son insertion dans le texte est à faire par les notes de bas de page.
- La présentation des références doit suivre les conventions bibliographiques. Il est recommandé d'utiliser les modèles {{Ouvrage}}, {{Chapitre}}, {{Article}}, {{Lien web}} et/ou {{Bibliographie}}. Le mode d'édition visuel peut mettre en forme automatiquement les références.
- Insérer une infobox (cadre d'informations à droite) n'est pas obligatoire pour parachever la mise en page.

Pour une aide détaillée, merci de consulter Aide:Wikification.
Si vous pensez que ces points ont été résolus, vous pouvez retirer ce bandeau et améliorer la mise en forme d'un autre article.
Pour les articles homonymes, voir Les Plouffe et Plouffe.
Les Plouffe est un roman québécois de Roger Lemelin paru en 1948.

## Résumé
De juillet 1938 à mai 1945, nous suivons les hauts et les bas les membres d’une famille ouvrière de la ville de Québec : la famille Plouffe. Mère de famille, Joséphine, fervente catholique, s'occupe de son foyer dans un esprit protecteur. Le mari et père de famille, Théophile, ancien champion cycliste, est typographe. Il est à la veille de la retraite. C’est un nationaliste anti-anglais farouchement contre la conscription. À cause de ses convictions, il perdra son emploi. À 40 ans, Cécile est encore célibataire et fréquente comme amie un chauffeur d’autobus marié (Onésime). À 32 ans, Napoléon, cherche un emploi et tombe amoureux d’une bonne, Jeanne, qui devra aller à un sanatorium. Ovide, 28 ans, tailleur dans une manufacture de chaussures et passionné d’opéras, est l’intellectuel du groupe familial. Il est d’ailleurs l’ami de Denis Boucher, un jeune reporter pour un journal chrétien. Les sentiments d’Ovide envers Rita Toulouse, qui travaille à la même manufacture que lui, changeront le cours de sa vie. Guillaume, à 19 ans, est le plus jeune. Il est un excellent sportif obnubilé par le baseball dont les talents, reconnus par un pasteur américain, lui permettront de décrocher un contrat pour une équipe à Cincinnati (Ohio).

## Éditions
- La Presse, coll. « Nos classiques », no 718, 1980, 395 p.
- J'ai lu, no 1740, 2001
- Éditions Stanké, coll. « 10 sur 10 », 2008

## Adaptations
- 1952-1955 : La Famille Plouffe, radioroman quotidien (du lundi au vendredi) de 15 minutes, scénarisé par Roger Lemelin, réalisé par Guy Beaulne, diffusé au réseau français de Radio-Canada.
- 1953-1959 : La Famille Plouffe, téléroman hebdomadaire de 30 minutes, en noir et blanc, scénarisé par Roger Lemelin, réalisé par Jean-Paul Fugère, Jean Dumas et Guy Beaulne, diffusé à Télévision Radio-Canada (CBFT Montréal). 194 épisodes.
- 1954-1959 : The Plouffe Family, version en anglais sur CBC Television.
- 1981 : Les Plouffe, film québécois scénarisé par Roger Lemelin et Gilles Carle. Réalisation par Gilles Carle.
- 2019 : Les Plouffe, m.e.s Maryse Lapierre, Théâtre du Trident (Québec) et Théâtre Denise-Pelletier (Montréal)